# Pedro Antonio Cabral Filartiga
Pedro Antonio Cabral Filartiga (Itaguá, Paraguai, 6 de febrer de 1940 - Màlaga, 3 d'octubre de 1994) fou un jugador de futbol paraguaià de la dècada de 1960.

## Trajectòria
Va jugar a l'Olimpia de Asunción, al CA Independiente argentí i al CA Peñarol la temporada 1962-63. El 1963 es traslladà a la península Ibèrica on passà la resta de la seva vida futbolística. Jugà quatre anys al Sevilla FC, i quatre més al CD Málaga, on visqué un descens i un ascens. Acabà la seva carrera al RCD Espanyol la temporada 1971-72, sense disposar de massa minuts. Un cop es retirà fixà la seva residència a Màlaga.